# Optical Gravitational Lensing Experiment

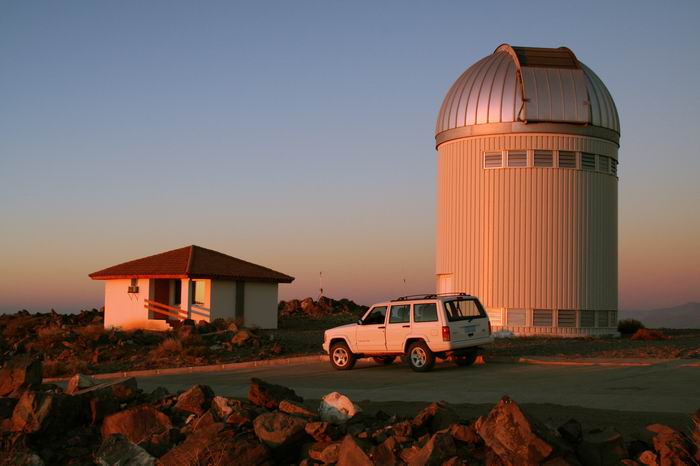
Телескоп обсерватории Лас-Кампанас, который использовался проектом OGLE

Optical Gravitational Lensing Experiment (OGLE, буквально Оптический Эксперимент по Гравитационному Линзированию) — польско-американский астрономический проект по изучению темной материи при помощи метода гравитационного микролинзирования. Проект был основан в 1992, под руководством Варшавского университета. Исследования проходят при сотрудничестве Принстонского университа и Института Карнеги.
Попутно с исследованием тёмной материи в ходе проекта было открыто несколько экзопланет. Проектом руководит профессор Andrzej Udalski, соавтор открытия экзопланеты OGLE-2005-BLG-390Lb. Основатель эксперимента OGLE Богдан Пачиньский. Именно он в 1986 году показал, что современные ПЗС-матрицы уже позволяли проводить поиски микролинзирования. Собственно, со статьи Пачинского и начался бум в данной области.
Основные наблюдения производится в обсерватории Лас-Кампанас, находящейся в Чили.
Главными целями эксперимента является галактика Магелланово Облако и спиральные галактики, в которых большое число звезд может быть использовано для микролинзирования звёздных транзитов.
Развитие проекта проходило в четыре этапа, три из которых уже завершены. Это: OGLE-I (1992—1995), OGLE-II (1996—2000), and OGLE-III (2001—2009). OGLE-I был опытным этапом.
В ходе второго этапа (OGLE-II) реализации проекта был построен специальный телескоп, размещённый в обсерватории Лас-Кампанас (Чили). 8-матричная мозаичная CCD-камера для обсерватории была создана в Польше. В ходе третьего этапа (OGLE-III) была создана крупнейшая карта переменных звезд. Кроме того, в ходе этого этапа впервые при помощи микролинзирования были найдены экзопланеты. Поиск их стал важной задачей текущего четвёртого этапа проекта.
Другими проектами, аналогичными OGLE, являются: американо-австралийский MACHO (Massive Compact Halo Object) и французский EROS (Experience de Recherche d'Objets Sombres).